# Dziennik Franka

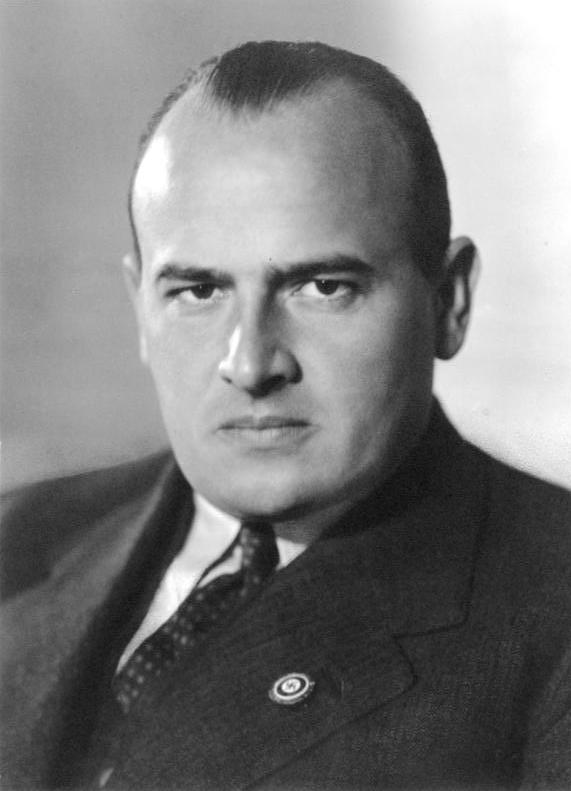
Hans Frank

Dziennik Franka – zwyczajowa nazwa dziennika prowadzonego w latach 1939–1945 na polecenia Hansa Franka, gubernatora Generalnego Gubernatorstwa na okupowanych ziemiach polskich przez jego urzędników, w którym umieszczali oni szczegółowe zapiski z pracy, łącząc je z przemyśleniami na temat wojny i roli III Rzeszy oraz Franka w okupacji Polski i Europy.

## Kształt dziennika
Dziennik początkowo składał się z 38 oprawionych przez introligatora tomów. Po wojnie dołączono do nich kolejne dwa, skompilowane z odnalezionych w Krakowie, umieszczonych w kilku skoroszytach nieoprawionych dokumentów Franka. W sumie dziennik składał się z 11 367 stron, w tym 10 774 stron właściwego tekstu oraz 593 strony skorowidzów.

## Geneza
Hans Frank już w pierwszych chwilach objęcia stanowiska generalnego gubernatora postanowił przekazać potomności dokument historyczny dający świadectwo osiągnięć jego oraz podległych mu funkcjonariuszy na terenie okupowanej Polski. 18 sierpnia 1942 Frank napisał o swoim dzienniku: 

Ten jedyny w swoim rodzaju dokument pracy będzie po wsze czasy świadectwem, z jaką powagą przystąpiłem do powierzonego mi zadania, oraz z jaką gorliwością wypełniali swe zadania wszyscy moi cenni współpracownicy.

## Zawartość dzienników
Frank polecił swoim sekretarzom oraz urzędnikom zapisywać wszystkie swoje wystąpienia publiczne, a także poufne narady aktywu partii nazistowskiej, narady na konferencjach z przedstawicielami Rzeszy i policji, a nawet dyskusje odbywające się wewnątrz rządu Generalnego Gubernatorstwa. Do sprawozdań tych dołączano wiele urzędowych dokumentów, protokoły posiedzeń, rozporządzenia, dekrety, ustawy okupacyjne, wycinki prasowe, teksty mów, relacje Franka z rozmów przeprowadzonych z Adolfem Hitlerem oraz innymi najwyższymi dygnitarzami III Rzeszy, a także jego osobiste notatki, przemyślenia i zapisy pamiętnikarskie.

## Ucieczka z Polski i przekazanie dzienników aliantom
W styczniu 1945, wobec zbliżania się do Krakowa Armii Czerwonej, Hans Frank uciekł do Bawarii, zabierając z sobą także dzienniki. Zamierzał przekazać je bawarskiej Bibliotece Państwowej. W miejscowości Neuhaus am Schliersee (obecnie dzielnica miejscowości Schliersee) utworzył „delegaturę” (Außenstelle) Generalnego Gubernatorstwa w Rzeszy. W dniu 4 maja 1945 został tam aresztowany przez porucznika wywiadu wojskowego USA Waltera Steina, któremu dobrowolnie przekazał swoje okupacyjne zapiski. Stały się one później ważnym materiałem dowodowym w procesie norymberskim. Kiedy prokurator podczas procesu cytował fragmenty przemówień i oświadczeń Franka zapisane w dzienniku, obrońca Franka – doktor Alfred Seidl – skomentował: 

Na miłość Boską. Przecież ten człowiek mówił przez całe cztery lata (niem. Um Gotteswillen. Der Man hat doch vier Jahre lang geredet).

Dziennik został przekazany do Polski, a przyczynili się do tego Jan Sehn i Bernard Acht.

## Inne dzieła Hansa Franka
Po II wojnie światowej dziennik Hansa Franka wydawano zarówno w wersji oryginalnej jak i we fragmentach. W 1953 wdowa po Hansie Franku – Brigitte Frank – opublikowała przeredagowany przez siebie, liczący 643 strony, inny pamiętnik swojego męża, zatytułowany Im Schatten des Galgens (pol. W cieniu szubienicy), napisany w celi w Norymberdze, w którym Frank dokonywał swego rodzaju rozrachunku z epoką i zdaniem krytyków, zdradzał objawy własnej megalomanii.